# Divovski svinjski korov
Divovski svinjski korov (lat. Heracleum mantegazzianum), jedna od vrsti roda Heracleum, (porodica Apiaceae). Rasprostranjena je po zapadnoj i srednjoj Aziji, a u Europu je unešena u 19. stoljeću.
To je zeljasta biljka koja može narasti do 350 cm visine. velikih je duboko urezanih listova i nazubljenih rubova, dužine i do jedan metar. Stabljika je uspravna, debela i šuplja.
Cvate od lipnja do kolovoza sitnim bijelim cvjetovima skupljenim u polukuglaste cvatove.

## Otrovnost
Svi dijelovi biljke sadrže furokuramin koji mogu izazvati opekline za koje je potrebna medicinska pomoć. Za svinje je bezopasna a i dobra je medonosna biljka.

## Galerija
- H. mantegazzianum
- predsjek stabljike, H. mantegazzianum
- H. mantegazzianum
- H. mantegazzianum